# Плен-де-л’Агу
Плен-де-л’Агу́ (фр. Plaine de l'Agoût) — кантон во Франции, находится в регионе Юг-Пиренеи, департамент Тарн. Входит в состав округа Кастр.
Код INSEE кантона — 8120. В состав кантона входит 27 коммун. Центральный офис расположен в Семалане.
Кантон был образован 22 марта 2015 года. В состав новообразованного кантона вошли коммуны упразднённых кантонов Лотрек (10 коммун), Сен-Поль-Кап-де-Жу (9 коммун), Вьельмюр-сюр-Агу (7 коммун) и Кастр-Нор (1 коммуна).

## История
Новая норма административного деления, созданная декретом от 17 февраля 2014 года, вступила в силу на первых региональных (территориальных) выборах (новый тип выборов во Франции). Таким образом, единые территориальные выборы заменяют два вида голосования, существовавших до сих пор: региональные выборы и кантональные выборы (выборы генеральных советников). Первые выборы такого типа, на которых избирают одновременно и региональных советников (членов парламентов французских регионов), и генеральных советников (членов парламентов французских департаментов), состоялись в два тура 22 и 29 марта 2015 года. Эта дата официально считается датой создания новых кантонов и упразднения части старых. Начиная с этих выборов, советники избираются по смешанной системе (мажоритарной и пропорциональной). Избиратели каждого кантона выбирают Совет департамента (новое название генерального Совета): двух советников разного пола. Этот новый механизм голосования потребовал перераспределения коммун по кантонам, количество которых в департаменте уменьшилось вдвое с округлением итоговой величины вверх до нечётного числа в соответствии с условиями минимального порога, определённого статьёй 4 закона от 17 мая 2013 года.

## Население
Население кантона на 2015 год составляло … человек.

## Коммуны кантона
| Коммуна               | Население, чел. (2012) | Почтовый индекс | Код INSEE |
| --------------------- | ---------------------- | --------------- | --------- |
| Брус                  | 403                    | 81440           | 81040     |
| Венес                 | 749                    | 81440           | 81311     |
| Витерб                | 354                    | 81220           | 81323     |
| Вьельмюр-сюр-Агу      | 1473                   | 81570           | 81315     |
| Гиталенс-Л’Альбаред   | 842                    | 81220           | 81132     |
| Дамьят                | 1013                   | 81220           | 81078     |
| Жонкьер               | 463                    | 81440           | 81109     |
| Кабанес               | 259                    | 81500           | 81044     |
| Карб                  | 195                    | 81570           | 81058     |
| Кюк                   | 480                    | 81570           | 81075     |
| Лабульбен             | 138                    | 81100           | 81118     |
| Лотрек                | 1798                   | 81440           | 81139     |
| Магрен                | 131                    | 81220           | 81151     |
| Мондрагон             | 614                    | 81440           | 81174     |
| Монпинье              | 183                    | 81440           | 81181     |
| Перегу                | 87                     | 81440           | 81207     |
| Прад                  | 144                    | 81220           | 81212     |
| Пратвьель             | 81                     | 81500           | 81213     |
| Пюикальвель           | 218                    | 81440           | 81216     |
| Семалан               | 2004                   | 81570           | 81281     |
| Сен-Женест-де-Контест | 275                    | 81440           | 81250     |
| Сен-Жюльен-дю-Пюи     | 418                    | 81440           | 81258     |
| Сен-Поль-Кап-де-Жу    | 1090                   | 81220           | 81266     |
| Сервьес               | 612                    | 81220           | 81286     |
| Тессод                | 393                    | 81220           | 81299     |
| Фрежевиль             | 646                    | 81570           | 81098     |
| Фьяк                  | 898                    | 81500           | 81092     |